# 中氷川神社 (所沢市)
中氷川神社（なかひかわじんじゃ）は埼玉県所沢市山口にある、氷川信仰の神社である。旧入間郡と多摩郡92村の総鎮守で旧県社。

## 概要
- 式内社・中氷川社の論社であり、大宮氷川神社同様、須佐之男命（すさのおのみこと）、奇稲田姫命（くしいなだひめのみこと）、大己貴命（おおなむちのみこと）の3神を祀る。
- 中氷川神社の「中」の意味は、大宮氷川神社と奥氷川神社（東京都西多摩郡奥多摩町）の中間、大宮氷川神社と武蔵国の国府（東京都府中市）の中間などの説がある。
- 地元では古くから「氷川様」と呼ばれている。

## 歴史
- 崇神天皇御代の創建と伝えられる。
- 平安時代末期に山口家継が社殿造営し、その後兵火により焼失したが、天正年間（1573年～1593年）に山口高忠が山口城とともに再興した。
- 昭和20年（1945年）には連合国軍最高司令官総司令部民間情報教育局初代局長のケン・R・ダイク准将が当社の祭礼を視察している。

## 社殿・境内
- 本殿：大社造で、昭和2年造営。
- 七社神社：山口貯水池の水没予定地から境内へ遷座した。

## 祭事
- 春例大祭は4月の第一日曜日、秋大祭は10月体育の日に行われる。

## 所在地・交通
- 埼玉県所沢市山口1849
  - 西武狭山線下山口駅下車徒歩15分

## 兼務社・奉仕社
- 兼務社
  - 浅間神社（荒幡富士）
  - 天満天神社
- 奉仕社（境外社）
  - 愛宕権現社

## 関連文献
- 「氷川村 氷川社」『新編武蔵風土記稿』 巻ノ158入間郡ノ3、内務省地理局、1884年6月。NDLJP:764001/72。